# Un tipo imprevedibile
Un tipo imprevedibile (Happy Gilmore) è una commedia sportiva del 1996 diretta da Dennis Dugan e con protagonista Adam Sandler.
È stato l'ultimo film di Richard Kiel.

## Trama
Happy Gilmore ha un solo scopo nella vita: diventare un giocatore di hockey su ghiaccio. Ma non è bravo a giocare, non sa quasi pattinare, ma in compenso è un maestro nel colpo secco, un tiro fortissimo insegnatogli dal padre.
Dopo non essere riuscito ad entrare nella squadra di hockey della città per l'ennesima volta, Happy torna a casa e la sua fidanzata lo lascia, poiché lo giudica un fallito. Il giorno dopo passa dalla nonna: non avendo pagato 270.000 dollari al fisco (dieci anni di tasse non pagate), le stanno portando via i mobili.
Mentre pensa a come guadagnare una simile cifra per poter riscattare la casa, scopre di avere un tiro formidabile anche nel golf, è in grado di lanciare la palla oltre 400 yards, impresa praticamente impossibile. Inizia per vincere qualche scommessa, ma Chubbs Peterson, un ex campione, lo nota e lo fa partecipare a un torneo per entrare nel circuito professionistico di competizioni, ritenendolo un potenziale campione grazie al suo tiro, che lo pone in vantaggio su ogni altro giocatore.
Vinto il torneo anche grazie a un po' di fortuna, entra in una competizione per vincere la "giacca d'oro" e il relativo assegno con cui potrà riscattare la casa. Happy però non è interessato a vincere il titolo poiché a seconda della posizione nella classifica guadagna comunque molti soldi e punta solo a raggiungere la cifra necessaria. Oltre a questo, si rifiuta di farsi insegnare da Chubbs perché non ritiene di averne bisogno. Incontra però l'invidia di Shooter McGavin, avversario che lo vede come una minaccia, non per le sue capacità di golfista, bensì per il fatto che, pur essendo lui grande favorito per la vittoria, il comportamento bizzarro di Happy attira tutta l'attenzione di giornali e televisioni su quest'ultimo. Vorrebbe che venisse sbattuto fuori dal torneo per il suo atteggiamento ridicolo, ma Happy fa spettacolo, e così diventa presto l'idolo dei fan, di conseguenza gli indici di ascolto salgono alle stelle, favorendo il successo della competizione.
Inizia a guadagnare molti soldi, arrivando a 275.000 dollari, ma all'asta per ricomprare la casa Shooter offre di più e la acquista, per poi offrire ad Happy l'abitazione gratis in cambio del suo ritiro dal tour. Happy accetta, ma poi Virginia gli dice che non deve cedere al ricatto perché il suo vero talento è il golf e che è questa la sua vera strada verso il successo, quindi Happy propone una nuova sfida, se il prossimo e ultimo torneo vince allora si riprende la casa, se perde abbandona lo sport e Shooter, sicuro di vincere facilmente, accetta. Happy, tremendo nel gioco corto, torna sui suoi passi e decide di ascoltare Chubbs, perfezionandosi anche nel suo punto debole. Chubbs lo porta al minigolf per fargli fare pratica, e lo stile di Happy migliora; chiacchierando, Happy apprende che Chubbs dovette ritirarsi quando un coccodrillo gli mozzò la mano durante un torneo; per ringraziarlo, Happy scova ed uccide il coccodrillo, presentandolo a Chubbs come una sorpresa; ma lo spavento fa arretrare l'ex giocatore fino alla finestra dietro di lui, provocandone la caduta fatale.
Happy prende male la morte di Chubbs e decide di vincere in suo onore. Durante il torneo riesce a dimostrare i suoi impressionanti miglioramenti nel gioco corto, avvicinandosi velocemente in classifica a Shooter, il quale, al contrario, si innervosisce e commette gravi errori. Shooter ingaggia un uomo per farlo innervosire in ogni modo e quest'ultimo investe Happy con una golf car. Seppur dolorante, Happy prosegue il gioco, ma il dolore gli impedisce di esercitare la sua grande potenza nel gioco lungo. Il nervosismo, inoltre, lo porta nuovamente a sbagliare mentre Shooter torna in vantaggio. A questo punto la nonna arriva a confortarlo assicurandogli che non le importa veramente della casa finché c'è lui; così Happy riprende vitalità e all'ultima buca, testa a testa con Shooter e ostacolato per l'ultima volta dal disturbatore, lo batte con un tiro corto impossibile imparato superando gli ostacoli del minigolf, trovando anche l'amore di Virginia. Shooter incredulo si rifiuta di ammettere la sconfitta e tenta di rubare la giacca d'oro ad Happy, ma deve fuggire inseguito dal pubblico solidale con Happy, in particolare il gigantesco Larson (ex datore di lavoro di Happy, il quale gli aveva accidentalmente conficcato un chiodo nel cranio con una sparachiodi) che già lo aveva minacciato più volte nel corso del torneo e picchiato.
Nel finale Happy, con la giacca d'oro, torna alla casa con la nonna, Virginia ed il suo caddy, mentre dall'alto dei cieli Chubbs lo saluta insieme al coccodrillo e Abraham Lincoln.

## Sequel
Nel dicembre 2024 è stato ufficialmente annunciato che vi sarebbe stato un sequel, 
Il sequel è uscito nel 2025, sulla piattaforma streaming Netflix con il nome Un tipo imprevedibile 2, diretto da Kyle Newacheck.

## Cast
Adam Sandler riunì un cast comprendente:
- Christopher McDonald: l'arrogante avversario Shooter McGavin, antagonista del film
- Carl Weathers: il talent scout di Happy
- Ben Stiller: l'autoritario e sfruttatore infermiere di nonna Gilmore
- Bob Barker: se stesso, come compagno di Happy in una partita di golf